# HD 136418 b
Awasis
Exoplanète,,,
HD 136418 b, aussi nommée Awasis, est une exoplanète située à environ 320 années-lumière de la Terre dans la constellation du Bouvier. Elle orbite dans la zone habitable[réf. souhaitée] autour de l'étoile HD 136418 (ru) (Nikawiy).

## Étymologie
Cette exoplanète est désignée HD 136418 b puisqu'elle est la première planète connue du système HD 136418.
Le nom « Awasis » est retenu à la suite du concours NameExoWorlds organisé en 2019 par l'Union astronomique internationale. Proposé par les représentants du Canada, il est tiré de la langue cri et signifie « enfant ». De même, l'étoile hôte est nommée Nikawiy, ce qui signifie « mère » dans la même langue.